# Grasso (familie)
Grasso is een Nederlandse familie van smeden en industriëlen die het bedrijf Grasso heeft opgericht. Dit bedrijf bevindt zich anno 2019 in 's-Hertogenbosch. Het bedrijf is groot geworden met de ontwikkeling en vervaardiging van machines voor de boter- en margarine-industrie, vanaf eind negentiende eeuw ook koelcompressoren.

## Beknopte beschrijving
Het oudste naspeurbare lid van de familie was Petrus Christianus Grasso, die geboren is te Erfurt; in 1750 vestigde hij zich te Steenwijk en in hetzelfde jaar te Oldemarkt trouwde hij met Petronella Vleer. Petrus noemde zich medicinae doctor, maar men weet weinig van hem. Het echtpaar kreeg een zoon en drie dochters.
De zoon, Bernardus Nicolaas Grasso, werd geboren in 1756 te Steenwijkerwold en trouwde in 1783 met Anna Ros. Het echtpaar kreeg negen kinderen. Bernardus was horlogemaker.
De jongste zoon, Hendrikus Grasso, werd geboren in 1801 en stierf in 1862. Hij verhuisde naar Tilburg. In 1845 verhuisde de familie Grasso naar 's-Hertogenbosch. Hendrikus werkte vanaf 1850 vermoedelijk als smid in loondienst van de Lootpletfabriek op den Noordelijken Kanaaldijk van de firma L. Rouppe van der Voort.
De zoon van Hendrikus was Willem Grasso. Hij werd geboren in te Tilburg in 1833, en stierf te Boekel in 1903. Omstreeks 1847 trad hij in dienst bij het destijds vooraanstaand constructiebedrijf van Galain in Belgische  Tienen. Na de benodigde praktische kennis te hebben opgedaan begon Willem in 1858 een eigen smederij-werkplaats op het Hinthamereinde te 's-Hertogenbosch, wat het begin markeerde van het Grasso-bedrijf. In 1859 trouwde Willem met Antoinette Siermans, die echter in 1861 overleed. Hij hertrouwde met Maria Biermans. Zij kregen zes dochters en twee zonen. Een van de zonen overleed op vroege leeftijd. In 1869 verhuisde het bedrijf naar een plaats tegenover het Kruithuis. In 1896 verhuisde Grasso naar Vught aan de Taalstraat, aangezien het bedrijf in de vestingstad 's-Hertogenbosch niet kon uitbreiden. 
De enige overgebleven zoon was Henri Grasso. Deze werd geboren in 1863 en stierf te Vught in 1944. In 1887 nam Henri de zakelijke leiding van het bedrijf over, en in 1894 het gehele bedrijf. Willem Grasso trok zich terug en overleed op 1 maart 1903 te Boekel. Henri Grasso onderhield goede contacten met de Osse fabrikantenfamilies Van den Bergh en Jurgens, wat leidde tot de levering van vele orders. Tevens stelde Henri Grasso zich verkiesbaar voor de Provinciale Staten van Noord-Brabant. Na diverse uitbreidingen was ook de fabriek in Vught te klein geworden. In 1912-1913 werd aan de Parallelweg in 's-Hertogenbosch een nieuw kantoor en fabriekshallen gebouwd, waar het bedrijf nog steeds gehuisvest is.
Ten gevolge van de economische crisis en bij gebrek aan een opvolger verkocht Henri Grasso het bedrijf in 1937 aan de gebroeders Van Heijst uit 's-Gravenhage. Uit respect voor hetgeen Henri Grasso had opgebouwd bleef de naam Grasso behouden.